# Statuette de Tuxtla
La statuette de Tuxtla est une figurine arrondie de 16 cm en roche verte, sculptée afin de ressembler à un homme possédant un bec de canard et des ailes. La plupart des chercheurs pensent qu'elle représente un chaman coiffé d'un masque représentant un oiseau et portant un manteau de même,. Elle porte 75 glyphes gravés de l'écriture épi-olmèque, un des quelques exemples de ce très ancien système d'écriture mésoaméricain.
Le visage humain sculpté est remarquable par le long bec qui s'étend jusqu'au bas de sa poitrine. Ce bec a été identifié comme étant celui d'un héron, le Savacou huppé, abondant le long des côtes du Tabasco et du sud du golfe de Veracruz. Des ailes érigées ou une cape en forme d'ailes enveloppent le corps tandis que les pieds ont été sculptés sur la base de la figurine.

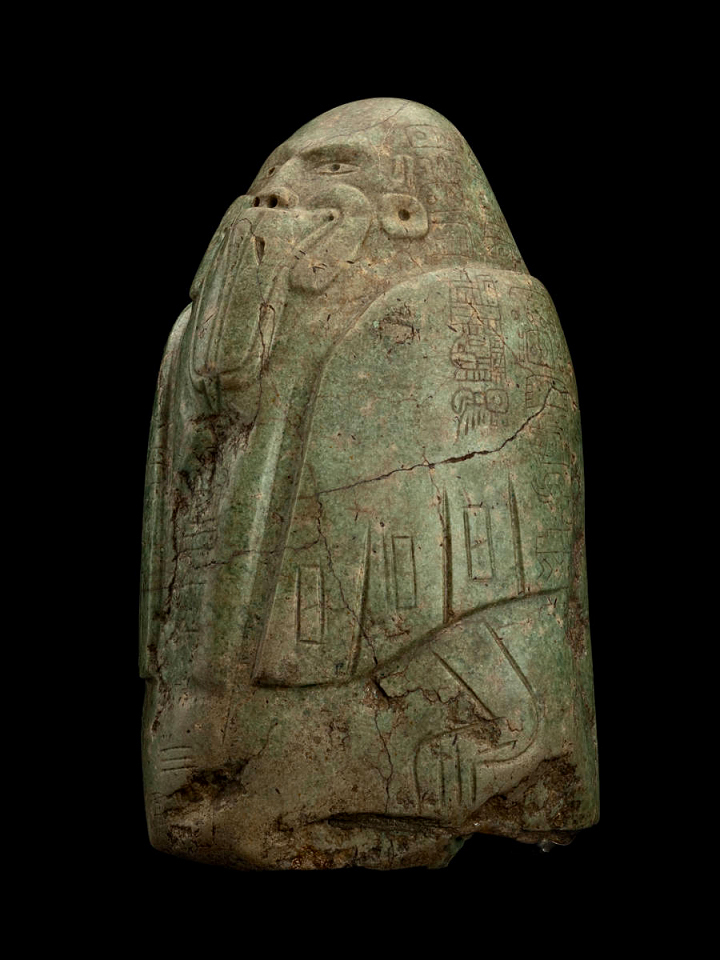
Vue de côté de la statuette de Tuxtla.

Cette statuette est particulièrement remarquable car elle porte, en compte long, la date de mars 162, ce qui, à l'époque de sa découverte en 1902, était la plus ancienne date en compte long connue. Datant du siècle final de la culture épi-olmèque, la statuette provient de la même région et période que la stèle n° 1 de La Mojarra et se rapporte sans doute aux mêmes évènements ou personnes. Les similitudes entre la statuette de Tuxtla et le monument 5 du site de Cerro de las Mesas, une pierre sculptée représentant un personnage à demi-nu avec un masque buccal semblable à un bec de canard, sont aussi notables.
Elle a été découverte en 1902 par un fermier qui labourait son champ, sur les contreforts ouest de la sierra de los Tuxtlas, dans l'État de Veracruz, au Mexique. Elle a été achetée peu de temps après par la Smithsonian Institution. Elle est censée avoir rejoint New York clandestinement, cachée dans une cargaison de feuilles de tabac. À l'époque, plusieurs chercheurs spécialisés dans les Mayas, dont Sylvanus Morley, ne purent croire que la statuette datait d'avant la civilisation maya et suggérèrent que la date et les textes avaient été inscrits beaucoup plus tard que la date de 162 apr. J.-C. D'autres découvertes ultérieures, telles celles de la stèle n° 1 de La Mojarra et la stèle C du site de Tres Zapotes, confirmèrent l'ancienneté de la statuette.
La statuette fait partie de la collection du département d'anthropologie du Musée national d'histoire naturelle des États-Unis, Smithsonian Institution. Elle est exposée au musée pour la période 2017-2019.

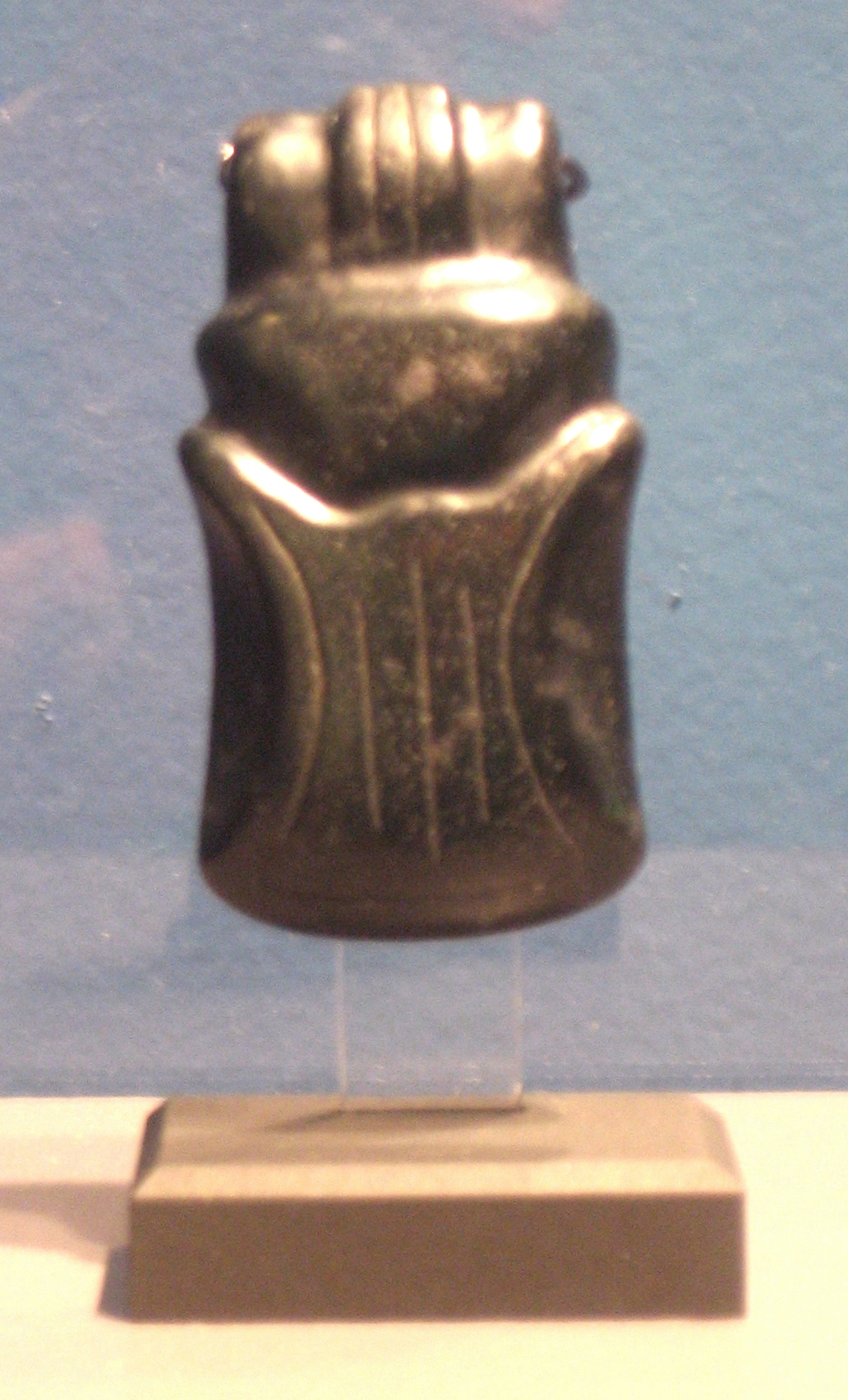
Un pendentif en forme de bec de canard, en jade noir, de la période Olmèque, daté entre 1000 et -300, au moins 400 ans plus ancien que la statuette de Tuxtla.